# Khéphren Thuram
Khéphren Thuram-Ulien (* 26. března 2001) je francouzský profesionální fotbalista, který hraje na pozici záložníka za italský klub Juventus FC a francouzský národní tým.

## Klubová kariéra

### Monaco
Thuram debutoval v prvním týmu Monaca při prohře 0:2 v Lize mistrů UEFA s Atléticem Madrid 28. listopadu 2018 ve věku 17 let; v 63. minutě nahradil Alexandra Golovina.

### Nice
Dne 26. června 2019 Thuram podepsal smlouvu s OGC Nice. K týmu se připojil 1. července, poté co mu vypršela smlouva v Monaku. Jeho smlouva v Nice byla jeho první profesionální smlouvou. Svůj debut si odbyl 17. srpna při výhře 2:1 nad Nîmes. V tomto zápase na posledních sedm minut nahradil Ignatiuse Ganaga. Dne 3. října 2020 vstřelil svůj první profesionální gól v domácím zápase proti Nantes.
V září 2021 Thuram prodloužil svou smlouvu, která měla vypršet v červenci 2022, a to na nezveřejněnou dobu. 7. května si zahrál ve finále Coupe de France, které jeho tým prohrál o jediný gól s Nantes. V Ligue 1 2021/22 vstřelil čtyři góly a na tři asistoval, když Nice skončilo páté a kvalifikovalo se do Evropské konferenční ligy UEFA; Poté byl spojován s manažerem Christophem Galtierem a přestupem do Paris Saint-Germain.
Thuram byl následně vybrán do Týmu sezóny 2022/23 a stal se tak jediným hráčem mimo tři nejlepší kluby, který se na seznam dostal. Jeden z jeho dvou gólů v této sezóně přišel při výhře 3:0 v derby na hřišti svého bývalého klubu Monaka.

### Juventus
Dne 10. července 2024 podepsal Thuram pětiletou smlouvu s Juventusem hrajícím Serii A v hodnotě 20 milionů eur.

## Reprezentační kariéra
Thuram reprezentoval Francii v různých mládežnických mezinárodních kategoriích.
V březnu 2023 byl poprvé povolán do seniorské reprezentace Francie pro kvalifikační zápasy na Mistrovství Evropy ve fotbale 2024 proti Nizozemsku a Irsku. Svůj debut na mezinárodní scéně si odbyl, když v 89. minutě nastoupil z lavičky, aby nahradil Adriena Rabiota, při vítězství 4:0 nad Nizozemskem. Později téhož roku, v listopadu, byl povolán do národního týmu znovu po zranění Eduarda Camavingy.
Manažer Thierry Henry vybral Thurama pro fotbalový turnaj na letních olympijských hrách 2024 na domácí půdě. Jeho nový klub Juventus mu však účast nakonec nedovolil.

## Osobní život
Thuram je synem bývalého francouzského fotbalového reprezentanta Liliana Thurama a mladším bratrem útočníka Interu a Francie Marcuse Thurama. Byl pojmenován po egyptském faraonovi Chefrenovi.
Narodil se v Reggio Emilia v době, kdy jeho otec Lilian hrál za Parmu, Thuram je po otci guadeloupského původu.

## Statistiky

### Klubové
Platí k zápasu hranému 19. května 2024.
| Klub              | Sezóna            | Liga                   | Liga   | Liga | Národní pohár | Národní pohár | Kontinentální | Kontinentální | Ostatní | Ostatní | Celkově | Celkově |
| Klub              | Sezóna            | Soutěž                 | Zápasy | Góly | Zápasy        | Góly          | Zápasy        | Góly          | Zápasy  | Góly    | Zápasy  | Góly    |
| ----------------- | ----------------- | ---------------------- | ------ | ---- | ------------- | ------------- | ------------- | ------------- | ------- | ------- | ------- | ------- |
| Monaco B          | 2018/19           | Championnat National 2 | 14     | 1    | —             | —             | —             | —             | —       | —       | 14      | 1       |
| Monaco            | 2018/19           | Ligue 1                | 0      | 0    | 0             | 0             | 2             | 0             | 1       | 0       | 3       | 0       |
| Nice B            | 2019/20           | Championnat National 3 | 4      | 0    | —             | —             | —             | —             | —       | —       | 4       | 0       |
| Nice              | 2019/20           | Ligue 1                | 14     | 0    | 2             | 0             | —             | —             | —       | —       | 16      | 0       |
| Nice              | 2020/21           | Ligue 1                | 29     | 2    | 1             | 0             | 3             | 0             | —       | —       | 33      | 2       |
| Nice              | 2021/22           | Ligue 1                | 36     | 4    | 5             | 0             | —             | —             | —       | —       | 41      | 4       |
| Nice              | 2022/23           | Ligue 1                | 35     | 2    | 1             | 0             | 12            | 0             | —       | —       | 48      | 2       |
| Nice              | 2023/24           | Ligue 1                | 27     | 1    | 2             | 0             | —             | —             | —       | —       | 29      | 1       |
| Nice              | Celkově           | Celkově                | 141    | 9    | 11            | 0             | 15            | 0             | —       | —       | 167     | 9       |
| Juventus          | 2024/25           | Serie A                | 0      | 0    | 0             | 0             | 0             | 0             | —       | —       | 0       | 0       |
| Celkově v kariéře | Celkově v kariéře | Celkově v kariéře      | 159    | 10   | 11            | 0             | 17            | 0             | 1       | 0       | 188     | 10      |

### Reprezentační
Platí k zápasu hranému 24. března 2023.
| Národní tým | Rok     | Zápasy | Góly |
| ----------- | ------- | ------ | ---- |
| Francie     | 2023    | 1      | 0    |
| Celkově     | Celkově | 1      | 0    |

## Úspěchy
Nice
- Poražený finalista Coupe de France: 2021/22

Individuální
- Tým roku Ligue 1 podle UNFP: 2022/23